# Aubertin d'Airaines
Aubertin d'Airaines, o in francese antico Aubertins de Arenos (fl. XIII secolo), è stato un troviero di cui conosciamo soltanto il nome. Probabilmente, come l'altrettanto sconosciuto Jehan le Taboureur, era attivo nel XIII secolo Il suo nome indica una sicura provenienza piccarda.
Un manoscritto gli attribuisce una chanson pieuse (cantico) intitolata Remembrance que m'est ou cuer entreie